# Финнеран, Кэти
Кэ́тлин (Кэ́ти) Фи́ннеран (англ. Kathleen «Katie» Finneran; 22 января 1971, Чикаго, Иллинойс, США) — американская актриса

 и телережиссёр
.

## Биография и карьера
Кэтлин Финнеран родилась 22 января 1971 года в Чикаго (штат Иллинойс, США) в семье ирландцев-католиков. Она выросла в Майами, штат Флорида, там же она училась в Старшей школе искусств Нового Света. Она училась в Университете Карнеги — Меллона в Питтсбурге в течение года, а затем, в 19-летнем возрасте, переехала в Нью-Йорк, чтобы учиться актёрскому мастерству у Уты Хаген в HB Studio.
Начиная с 1990 года, Финнеран снимается в кино и телесериалах, играет на Бродвее.
С 22 августа 2010 года Финнеран замужем за актёром Дарреном Голдштейном. У супругов есть два сына — Тай Майкл Голдштейн (род. 3 февраля 2011) и Уэс Голдштейн (род. в июле 2012).

## Избранная фильмография
| Год       |    | Русское название                           | Оригинальное название                   | Роль            |
| --------- | -- | ------------------------------------------ | --------------------------------------- | --------------- |
| 1990      | ф  | Ночь живых мертвецов                       | Night of the Living Dead                | Джуди Роуз      |
| 1990      | с  | Суперсила                                  | Super Force                             | Эллисон         |
| 1998      | с  | Секс в большом городе                      | Sex and the City                        | Эллен           |
| 1998      | ф  | Вам письмо                                 | You've Got Mail                         | Няня Морин      |
| 1999      | с  | Все мои дети                               | All My Children                         | Медсестра       |
| 1999      | с  | Фрейзер                                    | Frasier                                 | Поппи           |
| 1999      | ф  | Высоты свободы                             | Liberty Heights                         | Миссис Джонсон  |
| 2001      | с  | Тюрьма Оз                                  | Oz                                      | Патриша Галсон  |
| 2002      | ф  | Убить Смучи                                | Death to Smoochy                        | Женщина в толпе |
| 2004      | с  | Чудопад                                    | Wonderfalls                             | Шэрон Тайлер    |
| 2005      | ф  | Мисс Конгениальность 2: Прекрасна и опасна | Miss Congeniality 2: Armed and Fabulous | Женщина в баре  |
| 2005      | ф  | Колдунья                                   | Bewitched                               | Шейла Уайетт    |
| 2007      | с  | Гонка                                      | Drive                                   | Бекка Фриман    |
| 2009      | ф  | Внезапно беременна                         | Baby on Board                           | Сильвия Чэмберс |
| 2009      | с  | Дорогой доктор                             | Royal Pains                             | Джули Кингсли   |
| 2010      | с  | Схватка                                    | Damages                                 | Актриса         |
| 2013      | ф  | Муви 43                                    | Movie 43                                | Энджи           |
| 2013—2014 | с  | Шоу Майкла Джей Фокса                      | The Michael J. Fox Show                 | Ли Генри        |
| 2015      | с  | Элементарно                                | Elementary                              | Барбара Конуэй  |
| 2015—2017 | с  | Родословная                                | Bloodline                               | Белль Рэйбёрн   |
| 2018      | мс | Призрачная башня                           | The Looming Tower                       | Шери            |
| 2018      | с  | Мерфи Браун                                | Murphy Brown                            | Кристи Шеперд   |
| 2019      | с  | Хорошая борьба                             | The Good Fight                          | Валери Пейсер   |
| 2019      | с  | Слепая зона                                | Blindspot                               | Шерил Микс      |
| 2019      | с  | Почему женщины убивают                     | Why Women Kill                          | Наоми Харт      |
| 2020      | ф  | Дичь                                       | Freaky                                  | Паула Кесслер   |